# Suchy Koniec
Suchy Koniec – część wsi Kunki w Polsce, położona w województwie lubelskim, w powiecie tomaszowskim, w gminie Susiec.
W latach 1975–1998 Suchy Koniec administracyjnie należał do województwa zamojskiego.
Wierni Kościoła rzymskokatolickiego należą do parafii Opieki św. Józefa i św. Michała Archanioła w Łosińcu.